# Старая Татарка
Старая Татарка — упразднённое село Томской губернии, включённое  27 января 1911 года в черту города Татарск в России (ныне административный центр Татарского района Новосибирской области). 

## Топоним
Село  названо по жившим в нём сибирским (барабинским) татарам.
Известна как Татарская, Татарка.

## История
Деревня Татарка основана в XVIII веке: по одним данным — в 1733—1735 годах при строительстве Московского тракта, по другим — в 1790 году.
В 1896 году при строительстве Транссиба возле села открыта станция Татарская. При ней вырос посёлок Станционный.
В 1911 году посёлок Станционный и село Старая Татарка объединены и образован город Татарск.